# 秩父宮妃賜杯競輪
秩父宮妃賜杯競輪（ちちぶのみやひしはいけいりん）は、1966年 - 1970年に西武園競輪場で毎年2月下旬または3月上旬に開催された特別競輪である。

## 歴史
結核予防会総裁を務めていた皇族の秩父宮妃勢津子から競走名が付けられた。結核予防事業協賛のサブタイトルがついており、実質は結核予防会の冠大会であった。
1970年の第5回大会の開催期間中に、選手宿舎で「チンチロリン大会」が行われていたことが後日新聞報道され、その報道に秩父宮妃が激怒し、同年11月20日に賜杯が返上されたため、わずか5回の開催で廃止となった。
なお、この他の公営競技における結核予防事業協賛競走としてはボートレースびわこで「秩父宮妃記念杯競走(GII)」が1957年（昭和32年）より開催されている。

## 歴代優勝者
| 回 | 開催年             | 優勝者   | 府県   |
| -- | ------------------ | -------- | ------ |
| 1  | 1966年（昭和41年） | 平間誠記 | 宮城   |
| 2  | 1967年（昭和42年） | 白鳥伸雄 | 千葉   |
| 3  | 1968年（昭和43年） | 高原永伍 | 神奈川 |
| 4  | 1969年（昭和44年） | 中川茂一 | 大阪   |
| 5  | 1970年（昭和45年） | 福島正幸 | 群馬   |